# 아시야역 (한신 전기 철도)
아시야역(일본어: 芦屋駅, あしやえき)은 일본 효고현 아시야시에 있는 한신 전기철도 본선의 역이다. 역 번호는 HS 20이다.

## 역사
- 1905년 4월 12일: 한신 본선의 개통과 동시에 영업 개시.
- 1995년
  - 1월 17일: 한신・아와지 대지진 발생으로 한신 본선이 운휴되고 역도 한때 영업 중단.
  - 1월 26일: 고시엔 ~ 아오키 역 구간 운행 재개.
- 2009년 3월 20일: 쾌속 급행이 정차하기 시작하고 모든 영업 열차의 정차역이 됨.
- 2014년 4월 1일: 역 번호 도입.

## 역 구조
상대식 승강장 2면 2선의 지상역이다. 전 영업 열차가 정차한다. 분기기, 절대 신호가 없어 정류장으로 분류되어 즉, 완급 접속이나 회차는 어렵다. 역사(개찰구)는 지하화되어 역의 동서로 2곳에 위치한다. 또한, 승강장의 중간부는 아시야 강의 교량 상에 있다.
승강장 유효 길이는 130m정도로, 이마즈 역처럼 19m급 한신 차량 8량 편성 대응의 연장 공사는 역의 동서 방향의 끝에 건널목이 있기 때문에 불가능하다. 한신 차량 6량 편성과 21m급의 긴키 닛폰 철도 차량 6량 편성이 정차 가능하다(이 때문에 승강장이 5m정도 서쪽에 연장되었다). 2009년 3월 20일의 한신 난바 선 개통에 따라 다이아 개정으로 기존에 통과했던 쾌속 급행이 정차하게 된 결과, 전 영업 열차의 정차역이 되었다.
산노미야 방면에서 상행선은 역 서쪽의 건널목과 승강장이 상구배에 닿는 정점이어서 전망이 다소 나쁜 관계로 본 역을 통과하는 회송 차량은 반드시 경적을 울리다.
아침 출근 시간대는 역 동쪽의 건널목에서 국도 제2호선에서 국도 제43호선에 남북으로 빠지는 자동차의 정체가 일어나고 있다.

### 승강장
| 승강장 | 노선   | 방향 | 행선                                         |
| ------ | ------ | ---- | -------------------------------------------- |
| 1      | ■ 본선 | 상행 | 아마가사키・오사카 (우메다)・난바・나라 방면 |
| 2      | ■ 본선 | 하행 | 고베 (산노미야)・아카시・히메지 방면         |

- 승강장 번호는 대합실의 LED식 발차표(도시바제)에서만 표시된다. 이전에는 승강장의 발차표에 기재는 없었지만, 한신 난바 선 개통 시에 기재되었다. 또한, 이전부터 역 자동 방송에서는 번호 호칭은 실시되지 않았다.

## 역 주변
고급 주택가의 대명사로 알려진 아시야인 만큼, 본 역 주변에도 대규모 저택 건축이 많다. 특히, 아시야 강에 따라가는 양안은 하구에서 고지대에 있는 중요문화재의 옛 야마무라가 주택(프랭크 로이드 라이트) 설계까지, 다니자키 준이치로의 걸작 "가루 눈"의 작품 세계는 경관이다. 한편, 임해부에는 간사이의 초고층 아파트의 효시인 아시야하마 시사이드 타운이 있다, 저택촌과 대비되는 것이 인상적이다.
아시야 시 상업 기능의 중심은 아시야 다이마루(몬테 메루) 및 가게가 입주하는 역 빌딩이나 버스 터미널 등이 정비된 JR 아시야역 주변이지만, 아시야 시 행정의 중심이 되는 아시야 시 관공서 청사는 아시야 강가의 본 역 남쪽에 위치하고, 아시야 경찰서도 북쪽 근처에 소재한다.
- 택시 승강장(한신 택시 전용)
- 아시야 시청
- 아시야 시민 센터
  - 아시야 시민 회관
  - 아시야 시립 공민관
  - 아시야 시 노인 복지 회관
- 아시야 시 소방 본부
- 아시야 경찰서
- 아시야 보건소
- 아시야 세무서
- 아시야 우체국
- 아시야 긴미쓰초 우체국
- 아시야 시미즈 우체국
- 아시야 이세 우체국
- 아시야 시립 세이도 초등학교
- 아시야 시립 체육관・청소년 센터
- 아시야 시 보건 복지 센터・기구치 기념 회관
- 아시야 시 다니자키 준이치로 기념관
- 아시야 시립 미술박물관
- 아시야 시립 도서관
- 아시야 불교 회관
- 가톨릭 아시야 교회
- 쿄시 기념 문학관
- 후카에 문화 마을(토미나가가 주택 주옥, 후루사와가 주택, 베이커의 저택)
- 아시야 공원
- 아시야 중앙 공원
- 미쓰이스미토모 은행 아시야 지점(옛, 사쿠라 은행 점포)

## 사진

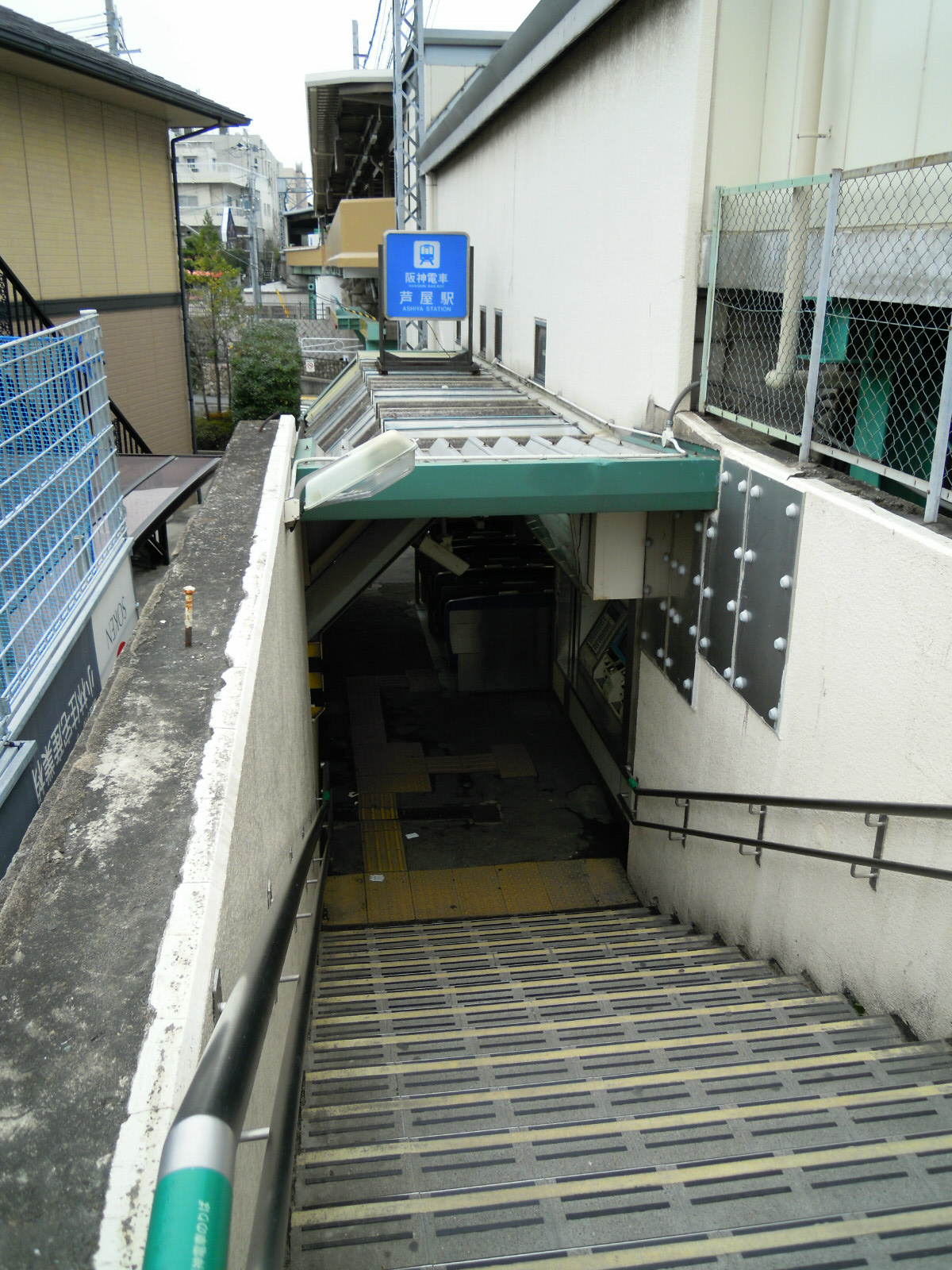
지하도 출입구
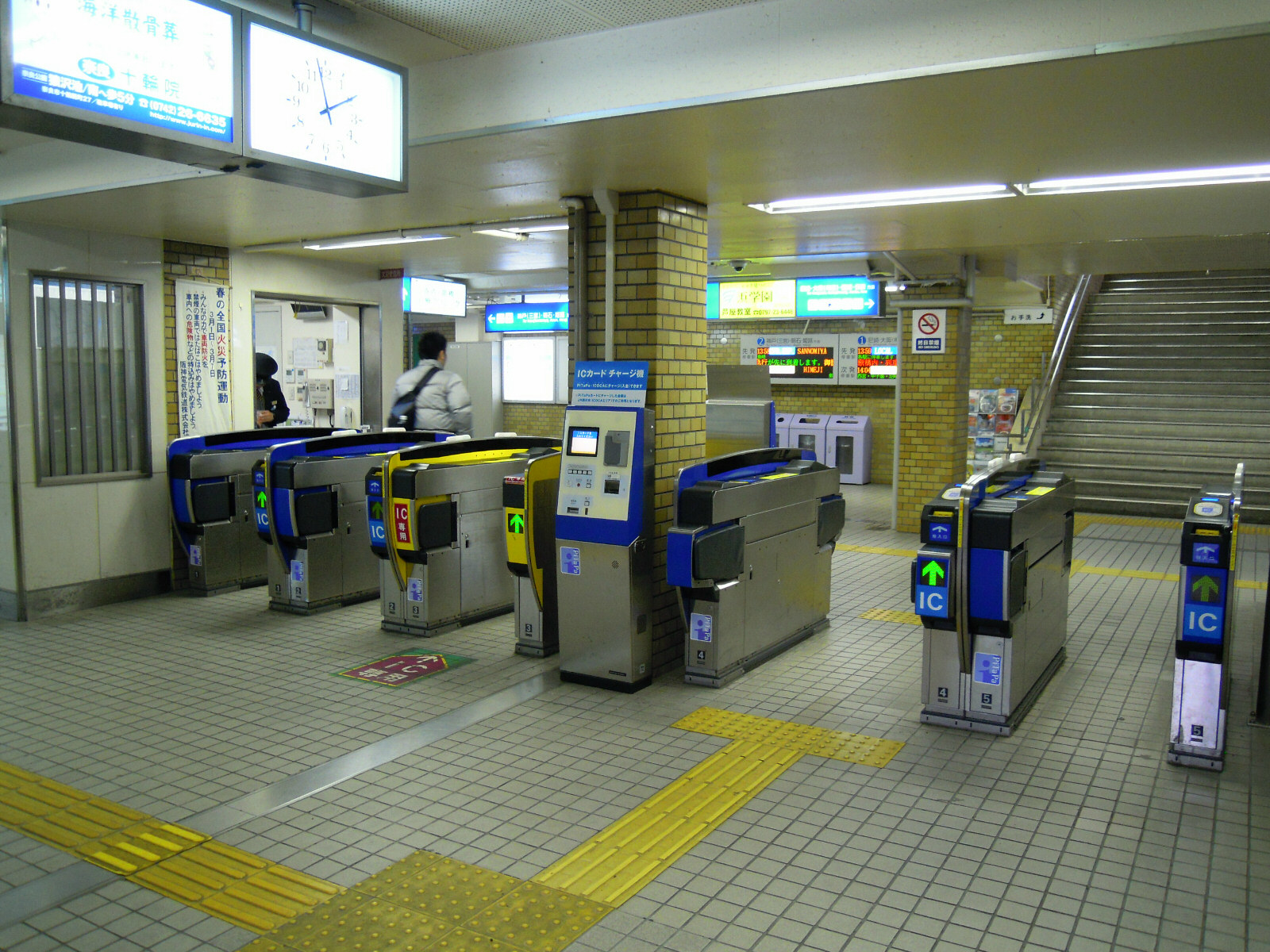
개찰구
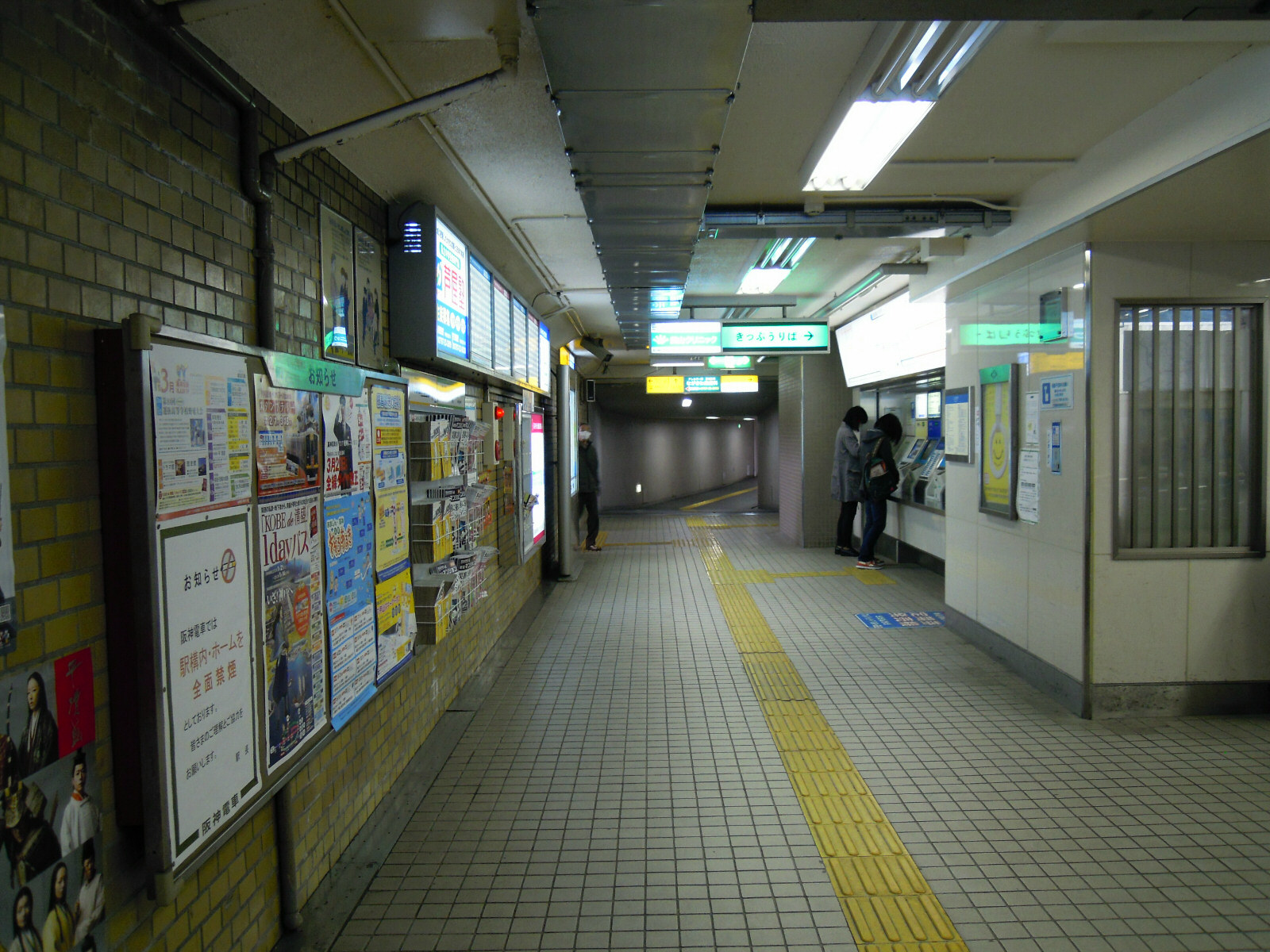
대합실

## 인접역
| 한신 전기철도 ■ 본선                     | 한신 전기철도 ■ 본선                                         | 한신 전기철도 ■ 본선                 |
| ---------------------------------------- | ------------------------------------------------------------ | ------------------------------------ |
| HS 17 니시노미야 우메다・긴테쓰나라 방면 | ■ 직통특급 ■ 특급 ■ 쾌속급행 ■ 급행(급행은 미카게 행만 운행) | 우오자키 HS 23 히메지・신카이치 방면 |
| HS 19 우치데 우메다 방면                 | ■ 구간특급(우메다 행만) ■ 보통                               | 후카에 HS 21 미카게・신카이치 방면   |